# Равноногие
Равноно́гие, или изоподы (лат. Isopoda), — отряд высших раков (Malacostraca). Одна из самых разнообразных и многочисленных групп ракообразных, включающая более 10,5 тысяч описанных видов. Изоподы освоили все типы местообитаний в море и пресных водах, а также дали большое разнообразие наземных форм. Несколько групп водных равноногих ведут паразитический образ жизни.

## Внешнее строение
Изоподы имеют более или менее уплощенное дорзо-вентральное тело, которое достигает размеров от 0,6 мм до 46 см. Общий план тагматизации (разделения тела на отделы) соответствует плану перакарид. Выделяются три тагмы: голова, переон и плеон. Голова сложная (синцефалон) — включает сегменты собственно головы и слитый с ней первый сегмент торакса (груди). Переон включает семь оставшихся сегментов торакса. Плеон полностью соответствует брюшку (абдомену) и включает шесть сегментов и терминальную пластину — тельсон. В отличие от многих Malacostraca у изопод нет карапакса, а тельсон (когда присутствует) слит с последним сегментом брюшка и образует плеотельсон.
На основе этой базовой схемы в отдельных группах равноногих возникают модификации. Так, помимо первого сегмента груди у некоторых форм с головой сливается и второй (то есть первый переональный). Плеотельсон часто включает несколько сегментов брюшка, что особенно характерно для представителей подотряда Asellota, у которых с плеотельсоном могут быть слиты все плеональные сегменты. Слияния иногда затрагивают и переональный отдел: здесь возможны слияния сегментов между собой (часто неполные) и даже с плеотельсоном. Последний сегмент переона в некоторых случаях подвергается редукции вплоть до полного исчезновения. У многих Asellota переон подразделяется на две функционально и морфологически различные части.

### Придатки головы

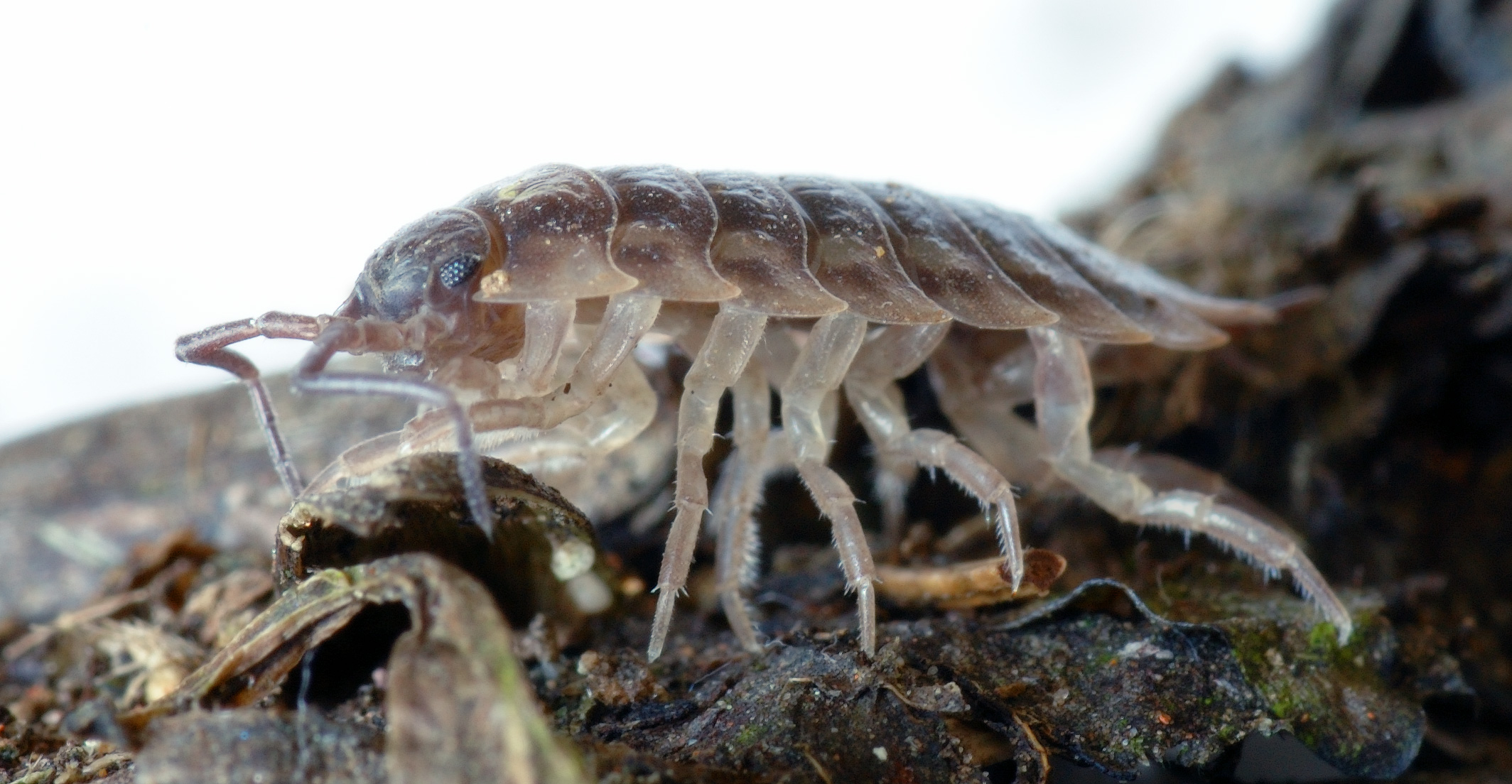
Мокрица Oniscus asellus

Голова несет чувствительные (глаза и антенны) и ротовые придатки (лабрум, мандибулы, парагнаты, максиллы и максиллопеды).
Глаза сложные, обычно сидячие, а если и располагаются на выростах, то эти выросты причленяются к голове неподвижно. Число простых глазков в составе глаза различное: от 2 до нескольких тысяч. Полная редукция глаз наблюдается у паразитов ракообразных, большинства подземных, интерстициальных и глубоководных (а также вторично мелководных) видов. Первая пара антенн (антеннулы) обычно одноветвистая, с исходно 3-члениковым стебельком. Во многих группах наблюдается редукция антеннул, достигающая наибольшей степени у мокриц: у некоторых из них остается всего лишь небольшой одночлениковый придаток. Вторые антенны имеют 5- или 6-члениковый стебелек и один жгут. Остаток второго жгута (экзоподита) можно найти у многих представителей Asellota в виде одночлениковой чешуйки.
Ротовой аппарат направлен вперед (то есть прогнатический), обычно грызущего типа. Ротовое отверстие окружено спереди верхней губой (лабрумом), с боков — мандибулами, сзади — парагнатами. Мандибулы — основной аппарат измельчения пищи. Далее вдоль тела и друг над другом располагаются максиллулы, максиллы и ногочелюсти (максиллоподы). У паразитических форм и некоторых хищников ротовые придатки значительно изменены и редуцированы, образуют разнообразные колюще-сосущие конусы-хоботки со стилетовидными мандибулами.

### Придатки переона
Конечности переона (переоподы) одноветвистые, членистые (типа артроподии), в основном варианте их семь пар. Обычно это ходильные ноги или конечности удержания на водной растительности, хозяине (для паразитов), половом партнере. Реже часть переоподов принимает участие в рытье или плавании. Первые переоподы очень часто отличаются от остальных и не принимают участия в движении. В семействе Gnathiidae конечности первого сегмента переона (который у них слился с головой) преобразованы в т. н. пилоподы — вторую пару ногочелюстей. В большинстве других групп первые переоподы схожи с остальными, но являются хватательными органами и несут ложную клешню или очень редко — настоящую. В остальных случаях эти конечности мало отличаются от других шести ног, но и тогда иногда служат лишь органами осязания наряду с антеннами. Последняя пара переоподов у представителей некоторых родов и семейств отсутствует.

### Придатки плеона

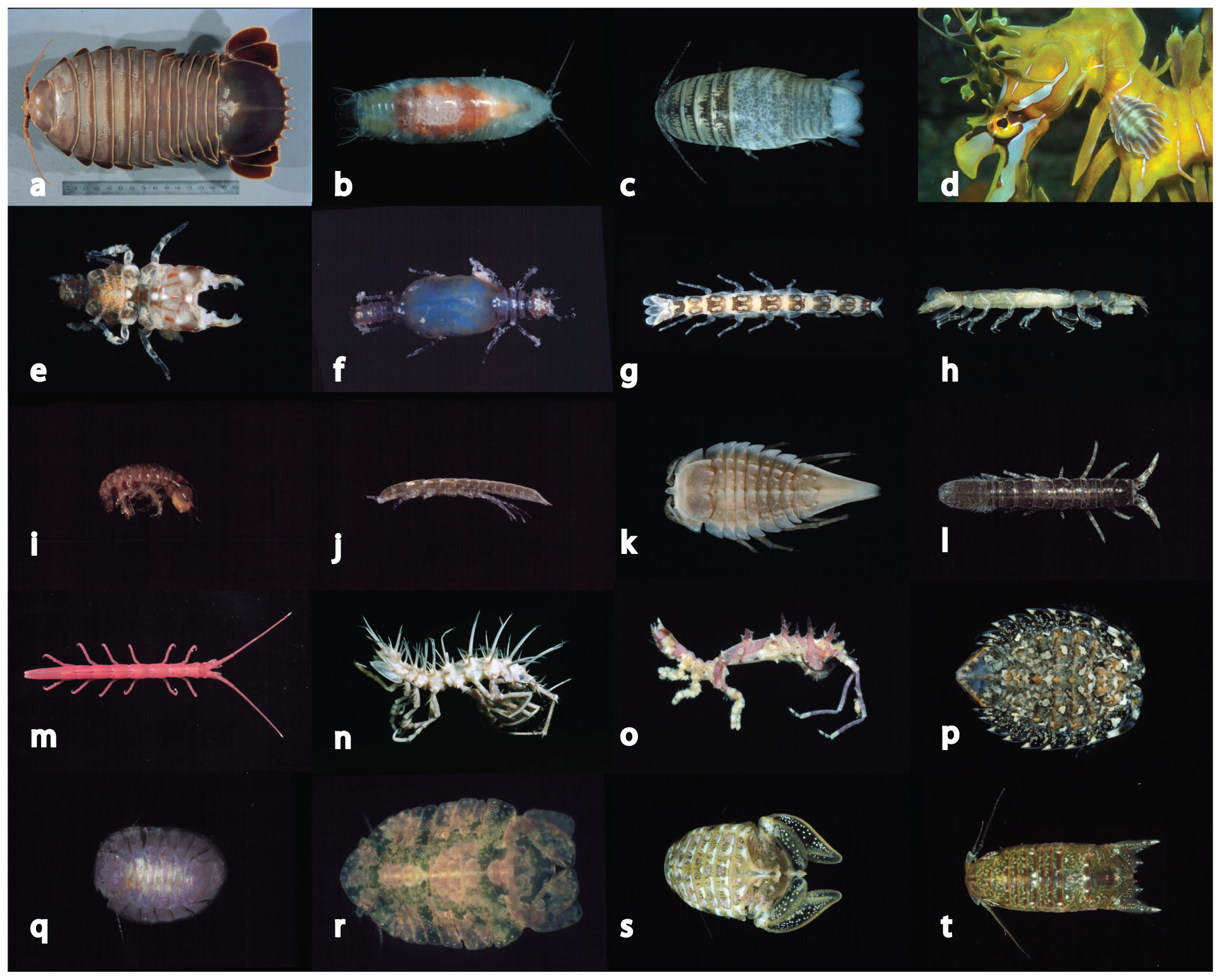
Формы морских равноногих

Конечности плеона малочлениковые, одно- или чаще двуветвистые. Внешне и по своей роли они подразделяются на две группы: первые пять пар (плеоподы) и последняя пара — уроподы. Плеоподы более или менее уплощены, принимают участие в передаче спермиев, дыхании, осморегуляции и у многих форм — в плавании. Эти функции выполняются разными парами и ветвями плеоподов. Так, например, ветви вторых и иногда первых плеоподов у самцов обычно принимают участие в передаче спермы. Кроме того, на основе передних пар плеоподов иногда формируется крышечка, прикрывающая дыхательные плеоподы. Встречаются полные и частичные редукции и попарные слияния плеоподов, что особенно характерно для представителей Asellota. Например, у самок Microcerberidae остается всего две пары плеоподов из исходных пяти! У наземной группы — мокриц — дыхательные плеоподы сохраняют свою функцию, но претерпевают значительные изменения, связанные с дыханием на суше, и преобразуются в подобия легких.
Уроподы — последняя пара конечностей. В общем случае они двуветвистые, с одночлениковыми ветвями. У части подотрядов уроподы листовидные, широко расставлены на боковых краях плеотельсона. У других групп — напротив, они более или менее сближены и круглые в сечении. В подотряде Valvifera наблюдается особая модификация первого варианта, когда листовидные уроподы образуют крышечку, целиком прикрывающую плеоподы с брюшной стороны.

## Внутреннее строение
Во внутреннем строении изопод почти не наблюдается значительных отклонений от плана типичных высших раков. К специфическим чертам относятся поперечно-полосатая мускулатура, смещенное назад сердце и эктодермальная кишка. Смещение сердца в заднюю часть переона и плеон связано с отсутствием карапакса и переносом дыхательной функции на плеоподы. Кишка действительно исключительно эктодермальная, и лишь гепато-панкреатические железы эндодермальны.

## Развитие
Большинство равноногих раков имеет два раздельных пола. Встречаются также гермафродитные формы. Так, среди паразитических (и редко среди свободноживущих) групп распространен протерандрический гермафродитизм. Редкие случаи протогинии также известны в нескольких семействах морских изопод. Немногочисленные случаи партеногенеза описаны для некоторых видов мокриц.
Осеменение в подавляющем большинстве случаев внутреннее. Хотя наружно-внутреннее осеменение показано пока лишь для одного вида, возможно, оно имеет большее распространение. Разнообразные «мужские придатки» на основе первых плеоподов самцы используют для введения сперматофоров в половые пути самок. Для нескольких групп характерны сперматеки — вместилища в теле самки для хранения и постепенного использования спермиев. Копуляция обычно происходит в определенный момент полового цикла самки и ей предшествует более или менее длительная предкопуляция, во время которой самец держится за самку и ждет её готовности. Спермии неподвижные, «перакаридного» типа. Имеется вытянутое тело спермия с крупной акросомой и ядром; от тела отходит очень длинный (до 1 мм) исчерченный тяж, функциональная роль которого остается неизвестной. Спермии образуют пучки, окруженные неклеточными «макротрубочками», формирующими подобие сперматофора.
Эмбриональное развитие у большинства видов происходит в выводковой сумке, образованной листовидными придатками переоподов — оостегитами. В нескольких родах известны внутренние выводковые сумки, образованные впячиванием покровов брюшной стороны тела, а также изолированные выводковые мешки в полости тела. Яйца центролицетальные (желток расположен в центре яйца). Богатые желтком яйца большинства изопод претерпевают поверхностное дробление. Дробление бедных желтком яиц изопод-паразитов ракообразных полное. Гаструляция протекает по типу эпиболии. После гаструляции начинает формироваться зародышевая полоска. По типу клеточных делений и происхождению клеток зародышевую полоску делят на «науплиальную» часть (сегменты антенн и мандибул), переднюю и заднюю «постнауплиальные» части. Характер клеточных делений и экспрессии регуляторных генов очень сходны с таковыми танаидовыми и резко отличаются от амфипод. После завершения развития в яйцевых оболочках начинается эмбриональная стадия, на которой зародыш имеет характерную изогнутую на спинную сторону форму. На этой стадии у большинства изопод появляются т. н. эмбриональные «дорзальные органы», чья роль неясна. Эмбрион развивается в ларвальную стадию, которая затем линяет на стадию манки. Манка — более или менее похожее на взрослое животное, но лишенное последней пары грудных ног, именно на этой стадии изоподы выходят из материнской сумки.
У паразитов ракообразных «личиночные» стадии более многочисленны (от 2 до 4) и разнообразны, свободно плавающие и эктопаразитические. В семействе паразитов рыб Gnathiidae, в котором и взрослые сохраняют черты манки, из яйца выходит т. н. праница — свободно плавающая стадия, которая ищет первого хозяина. После того, как праница напитается на этом хозяине, она оседает на дно и переваривает съеденное, пока не полиняет на следующую стадию праницы. Число стадий праниц жестко фиксировано у всех гнатиид и равно трем: сытая третья праница линяет на самку или самца, которые уже не питаются.

## Образ жизни
Первичной сферой обитания равноногих является море и здесь они демонстрируют основное разнообразие форм и дают наибольшее количество видов. Морские изоподы являются преимущественно бентосными животными, и населяют глубины от литорали до океанских впадин. Некоторые изоподы плавают в толще воды или около дна.
Из пресных вод описано около 10 % всех видов изопод, но некоторые группы являются исключительно пресноводными (современные Phreatoicidea; Asellidae, Stenasellidae, Protojaniridae из Asellota, Calabozoida, Tainisopidea).
Еще большее число видов принадлежит сухопутным формам. Основную их часть составляют мокрицы (Oniscidea), среди которых из более чем 3,5 тыс. видов лишь немногие являются амфибиотическими и вторичноводными. Кроме того, единственный род Phreatoicopsis из Phreatoicidea также является (полу)наземным: эти виды роют норы во влажной почве.
Среди изопод встречаются детритофаги, растительноядные и плотоядные формы (хищники и трупоеды), несколько групп — паразиты ракообразных и рыб. Мокрицы питаются преимущественно растительными остатками, детритом и имеют значение в биоценозах как сапрофаги.
Хозяйственное значение изопод невелико. Паразитические формы могут причинять ущерб рыбным хозяйствам и марикультуре креветок (в тропических странах). Кроме того, некоторые морские древоточцы могут делать ходы в деревянных технических сооружениях (Limnoria lignorum и некоторые виды рода Sphaeroma, в частности).

## Ископаемые Isopoda
В ископаемом состоянии известны все крупные группы (подотряды) изопод. Исключение составляют небольшие по объему Limnoriidea, Tainisopidea, Phoratopidea и Calabozoidea.
Phreatoicidea, как и следовало ожидать из их базального положения на кладограмме, появляются в геологической летописи первыми. Самая ранняя находка — позднекарбоновая Hesslerella shermani Schram, 1970, вид, относящийся к единственному известному морскому семейству Phreatoicidea — Palaeophreatoicidae, дожившему до конца перми. Среднетриасовые формы уже можно отнести к существующему ныне семейству Amphisopodidae, причем, как и сегодня, в мезозое они уже населяли пресные воды.
Одна из крупнейших групп изопод — Asellota, возникшая по оценкам в палеозое-раннем мезозое, в палеонтологической летописи представлена лишь двумя известными видами, что связано, вероятно, с особенностями строения кутикулы. Оба ископаемых вида относятся к семействам с современными представителями: Joeropsididae из мела и Paramunnidae из триаса.
Cymothoida известны, начиная с позднего триаса, когда уже возникло семейство Cirolanidae, дожившее до современности. Некоторые представители широко распространенного и разнородного вымершего рода Palaega близки к современным гигантам Bathynomus. Ранее предполагалось, что юрский род Urda является родственным Cirolanidae и паразитов Gnathiidae, однако связи этого рода с современными группами даже на уровне подотрядов сейчас признаются неясными.
Sphaeromatidea хорошо известны с мезозоя. В это время были представлены как ныне вымершие семейства и рода с неясными систематическими связями (Archaeoniscidae, Schweglerellidae), так и вымершие рода современного семейства Sphaeromatidae.
Самые ранние Valvifera известны лишь с олигоцена, где они уже представлены современным семейством Chaetiliidae (Proidotea).
Ископаемые мокрицы (Oniscidea) известны по находкам в янтаре, самые ранние из которых относятся к раннему мелу.
Среднетриасовый Anhelkocephalon handlirschi относят к равноногим с большим сомнением, и его связи с современными формами неизвестны.

## Систематика

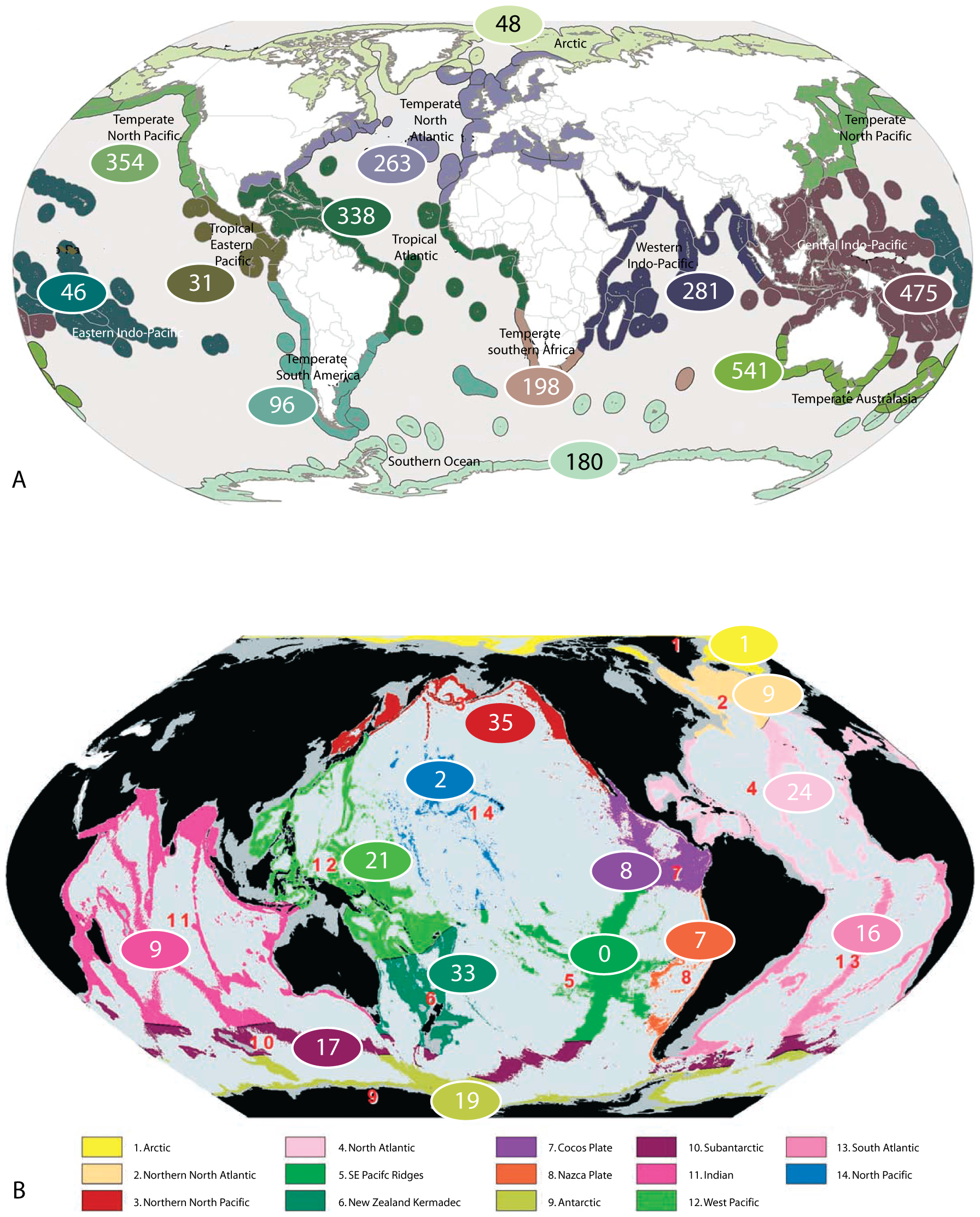
Число морских равноногих в различных биогеографических зонах

Отряд содержит около 10,5 тысяч описанных видов, разделённых на 135 семейств. Надсемейственная классификация претерпела значительные изменения за последние десятилетия и в наиболее современном виде включает 3 крупные группы: Asellota (имеет ранг подотряда в ранговой систематике), Phreatoicidea (подотряд) и Scutocoxifera (='Flabellifera' sensu Wilson, 1999). Последняя группа может быть разделена на 9-10 подгрупп (подотрядов). Спорным среди систематиков остается положение семейств Calabozoidae, Microcerberidae и Atlantasellidae. Родственные связи загадочных Calabozoidae пока непонятны: то ли это группа, близкая к Asellota, то ли это своеобразные пресноводные мокрицы. Большинство авторов, тем не менее, оставляет за этим семейством собственный подотряд. Microcerberidae и Atlantasellidae — группы, безусловно, родственные Asellota и, возможно, представляют одну из внутренних групп азеллот, однако ряд авторов продолжает их выделять из Asellota в отдельный подотряд. Полный список подотрядов по наиболее согласованной схеме следующий:
- Oniscidea (40 % описанных видов)
- Cymothoida (25 %)
- Asellota (20 %)
- Sphaeromatidea (8 %)
- Valvifera (6 %)
- Phreatoicidea (0,7 %)
- Limnoriidea (0,6 %)
- Tainisopidea (6 описанных видов)
- Calabozoidea (2 вида)
- Phoratopidea (1 вид)